# Алдемір дос Сантос Феррейра
Алдемір дос Сантос Феррейра (порт. Aldemir dos Santos Ferreira, нар. 31 грудня 1997, Дорадус), більш відомий як просто Феррейра або Феррейрінья (порт. Ferreirinha) — бразильський футболіст, вінгер «Греміо».

## Клубна кар'єра
Народившись у місті Дорадус, штат Мату-Гросу-ду-Сул, Феррейра приєднався до молодіжної команди «Греміо» у 2014 році. У 2016 році він був відданий в оренду в клуб «Сан-Луїс», що виступав у другому дивізіоні Ліги Гаушу і дебютував на дорослому рівні 13 березня в домашній грі турніру проти «Панамбі» (3:2).
А вже 24 березня Феррейра забив свій перший гол, відзначившись у грі проти «Кашіаса». Забивши 2 голи у 21 матчі до кінця турніру, він повернувся до «Греміо» і був включений до заявки команди 20 років.
14 грудня 2017 року Феррейра відданий в оренду клубу «Толеду» на наступний сезон Ліги Паранаенсе, по завершенні якої також на правах оренди приєднався до «Сіанорте» і виступав з нею у бразильській Серії D 2018 року.
9 січня 2019 року Феррейра перейшов на правах оренди до клубу «Айморе», але рідко виступав через травму стопи, тому згодом повернувся в «Греміо» і виступав за резервну команду в чемпіонаті Бразилії серед дублерів (Campeonato Brasileiro de Aspirantes).
23 липня 2019 року Феррейра продовжив контракт з «Греміо» до кінця 2021 року і допоміг команді друге місце в чемпіонаті дублерів.
Феррейра дебютував у першій команді «Греміо» 29 вересня 2019 року, вийшовши на заміну у другому таймі замість Лусіано в гостьовому матчі бразильської Серії А проти «Флуміненсе» (2:1).
Феррейра забив свій перший гол у вищому дивізіоні 5 грудня 2019 року в домашній грі проти «Крузейро» (2:0).

## Статистика
Станом на 11 травня 2021 
| Клуб             | Сезон            | Чемпіонат        | Чемпіонат | Чемпіонат | Чемпіонат штату | Чемпіонат штату | Кубок | Кубок | Міжнародні | Міжнародні | Інше | Інше  | Усього | Усього |
| Клуб             | Сезон            | Ліга             | Ігор      | Голів     | Ігор            | Голів           | Ігор  | Голів | Ігор       | Голів      | Ігор | Голів | Ігор   | Голів  |
| ---------------- | ---------------- | ---------------- | --------- | --------- | --------------- | --------------- | ----- | ----- | ---------- | ---------- | ---- | ----- | ------ | ------ |
| «Сан-Луїс»       | 2016             | Ліга Гаушу А2    | -         | -         | 21              | 2               | -     | -     | -          | -          | -    | -     | 21     | 2      |
| «Толеду»         | 2018             | Ліга Паранаенсе  | -         | -         | 11              | 2               | -     | -     | -          | -          | -    | -     | 11     | 2      |
| «Сіанорте»       | 2018             | Серія D          | 4         | 0         | -               | -               | -     | -     | -          | -          | -    | -     | 4      | 0      |
| «Айморе»         | 2019             | Ліга Гаушу       | -         | -         | 2               | 0               | -     | -     | -          | -          | -    | -     | 2      | 0      |
| «Греміо»         | 2019             | Серія А          | 4         | 1         | -               | -               | -     | -     | -          | -          | -    | -     | 4      | 1      |
| «Греміо»         | 2020             | Серія А          | 22        | 2         | 4               | 0               | 8     | 0     | 6          | 1          | -    | -     | 40     | 3      |
| «Греміо»         | 2021             | Серія А          | 0         | 0         | 11              | 3               | 0     | 0     | 4+3        | 2+3        | -    | -     | 18     | 8      |
| «Греміо»         | Усього           | Усього           | 26        | 3         | 15              | 3               | 8     | 0     | 13         | 6          | -    | -     | 62     | 12     |
| Загальна кар'єра | Загальна кар'єра | Загальна кар'єра | 30        | 3         | 49              | 7               | 8     | 0     | 13         | 6          | 0    | 0     | 100    | 16     |

## Титули і досягнення
- Володар Суперкубка Бразилії (1):

«Сан-Паулу»: 2024